# Amerila puella
Amerila puella is een vlinder uit de familie spinneruilen (Erebidae), onderfamilie beervlinders (Arctiinae). De wetenschappelijke naam van de soort is voor het eerst geldig gepubliceerd in 1793 door Fabricius.
Deze nachtvlinder komt voor in tropisch Afrika.